# 東方蠑螈
東方蠑螈（學名：Cynops orientalis），又名中国火龍、巴西火龍，原產地為中國東部與南部各省份，蠑螈屬的七個種之一，經常當作寵物飼養，皮膚較黑而光滑，腹部為紅色，並帶有黑色斑點。皮下具有毒腺，名为河豚毒素的一種神經毒素，通常是輕微的有毒，一般不会释放，除非遭受到威脅時就有可能會釋放毒素，接觸到可能導致皮膚刺激和有麻木，蠑螈屬下的蠑螈如果攝取到足夠的毒素將會導致醫學上的重大威脅。
其种加词“orientalis”意为“东方的”。